# Tanjung Beringin (Pangkalan Kuras)
Tanjung Beringin is een bestuurslaag in het regentschap Pelalawan van de provincie Riau, Indonesië. Tanjung Beringin telt 1176 inwoners (volkstelling 2010).